# Chastelnòu de Masenc
La Beguda de Masenc (en francès La Bégude-de-Mazenc) és un municipi francès situat al departament de la Droma i a la regió d'Alvèrnia-Roine-Alps. L'any 2007 tenia 1.421 habitants.

## Demografia

### Població
El 2007 la població de fet de La Bégude-de-Mazenc era de 1.421 persones. Hi havia 569 famílies de les quals 152 eren unipersonals (72 homes vivint sols i 80 dones vivint soles), 185 parelles sense fills, 208 parelles amb fills i 24 famílies monoparentals amb fills.
La població ha evolucionat segons el següent gràfic:
Habitants censats

### Habitatges
El 2007 hi havia 772 habitatges, 580 eren l'habitatge principal de la família, 129 eren segones residències i 63 estaven desocupats. 649 eren cases i 119 eren apartaments. Dels 580 habitatges principals, 435 estaven ocupats pels seus propietaris, 125 estaven llogats i ocupats pels llogaters i 20 estaven cedits a títol gratuït; 6 tenien una cambra, 41 en tenien dues, 83 en tenien tres, 150 en tenien quatre i 300 en tenien cinc o més. 418 habitatges disposaven pel capbaix d'una plaça de pàrquing. A 258 habitatges hi havia un automòbil i a 291 n'hi havia dos o més.

### Piràmide de població
La piràmide de població per edats i sexe el 2009 era:
| Homes | Edats   | Dones |
| ----- | ------- | ----- |
| 0     | 95 o +  | 4     |
| 4     | 90 a 94 | 8     |
| 8     | 85 a 89 | 32    |
| 8     | 80 a 84 | 4     |
| 24    | 75 a 79 | 16    |
| 56    | 70 a 74 | 24    |
| 36    | 65 a 69 | 44    |
| 24    | 60 a 64 | 28    |
| 8     | 55 a 59 | 20    |
| 44    | 50 a 54 | 48    |
| 52    | 45 a 49 | 40    |
| 56    | 40 a 44 | 28    |
| 48    | 35 a 39 | 40    |
| 32    | 30 a 34 | 60    |
| 48    | 25 a 29 | 32    |
| 17    | 20 a 24 | 24    |
| 32    | 15 a 19 | 40    |
| 52    | 10 a 14 | 48    |
| 44    | 5 a 9   | 52    |
| 28    | 0 a 4   | 32    |

## Economia
El 2007 la població en edat de treballar era de 896 persones, 652 eren actives i 244 eren inactives. De les 652 persones actives 590 estaven ocupades (319 homes i 271 dones) i 62 estaven aturades (22 homes i 40 dones). De les 244 persones inactives 94 estaven jubilades, 69 estaven estudiant i 81 estaven classificades com a «altres inactius».

### Ingressos
El 2009 a La Bégude-de-Mazenc hi havia 632 unitats fiscals que integraven 1.525 persones, la mediana anual d'ingressos fiscals per persona era de 18.467 €.

### Activitats econòmiques
Dels 123 establiments que hi havia el 2007, 4 eren d'empreses alimentàries, 6 d'empreses de fabricació d'altres productes industrials, 23 d'empreses de construcció, 19 d'empreses de comerç i reparació d'automòbils, 5 d'empreses de transport, 8 d'empreses d'hostatgeria i restauració, 3 d'empreses d'informació i comunicació, 2 d'empreses financeres, 3 d'empreses immobiliàries, 18 d'empreses de serveis, 18 d'entitats de l'administració pública i 14 d'empreses classificades com a «altres activitats de serveis».
Dels 31 establiments de servei als particulars que hi havia el 2009, 1 era una gendarmeria, 1 oficina de correu, 1 taller de reparació d'automòbils i de material agrícola, 6 paletes, 3 guixaires pintors, 5 fusteries, 1 lampisteria, 4 electricistes, 1 empresa de construcció, 2 perruqueries, 2 veterinaris, 1 restaurant, 2 agències immobiliàries i 1 saló de bellesa.
Dels 10 establiments comercials que hi havia el 2009, 1 era una botiga de menys de 120 m², 4 fleques, 2 carnisseries, 1 una llibreria i 2 botigues d'equipament de la llar.
L'any 2000 a La Bégude-de-Mazenc hi havia 44 explotacions agrícoles que ocupaven un total de 1.204 hectàrees.

## Equipaments sanitaris i escolars
L'únic equipament sanitari que hi havia el 2009 era una farmàcia.
El 2009 hi havia una escola elemental.

## Poblacions més properes
El següent diagrama mostra les poblacions més properes.